# İskenderli, Tonya
İskenderli là một thị trấn thuộc huyện Tonya, tỉnh Trabzon, Thổ Nhĩ Kỳ. Dân số thời điểm năm 2011 là 1.738 người.